# Characin à longues nageoires
Espèce
Synonymes
- Alestes chaperi Sauvage, 1882
- Alestes longipinnis Günther, 1864
- Brachyalestes longipinnis Günther, 1864

Le Characin à longues nageoires ou Tétra à longues nageoires (Brycinus longipinnis) est une espèce de poissons de la famille des Alestidés originaire d'Afrique.